# Ben Webster
Benjamin Francis Webster (sinh ngày 27 tháng 3 năm 1909, mất ngày 20 tháng 9 năm 1973) là nhạc công kèn tenor saxophone người Mỹ. Sinh ra ở Kansas City, Missouri, Webster được coi là một trong số 3 nghệ sĩ tenor nhạc swing/jazz quan trọng nhất bên cạnh Coleman Hawkins và Lester Young. Được biết tới nhiều qua biệt danh "The Brute" và "Frog", ông nổi bật qua âm thanh mạnh mẽ, thô ráp và dữ dội trong tiếng bước chân (cũng như giọng đệm) trong khi lại vô cùng ấm áp và tình cảm với các giai điệu ballad. Phong cách của ông được ảnh hưởng từ Johnny Hodges – ngôi sao trực tiếp hướng dẫn ông chơi nhạc cụ này.